# Hr.Ms. Femern (1940)
De Hr.Ms. Femern was een patrouilleschip bij de Nederlandse marine. Het schip, dat is gebouwd door de scheepswerf Akers Mekaniske Verksted uit Oslo, was een Noorse walvisvaarder die deel uitmaakte van een vloot die bij het verwerkingsschip Solglimt hoorde. De walvisvaardersvloot was eigendom van het Noorse bedrijf Thor Dahl uit Sandefjord.
Nadat begin 1940 door de Duitse hulpkruiser Penguin, in het zuiden van de Atlantische Oceaan een Noorse walvisvaardersvloot was veroverd lag de walvisvangst vrijwel stil. De op dat moment in Canada aanwezige walvisvaarders werden door de Britse marine ingehuurd en omgebouwd tot patrouilleschepen. Drie van deze schepen, de Femern, de Enern en de Toern, werden overgenomen door de Nederlandse marine.
De Femern diende tot het eind van de Tweede Wereldoorlog als patrouilleschip in het Caribisch gebied. Van juli 1940 tot juli 1941 was het schip onderdeel van de Gouvernementsmarine, daarna werd het personeel gemilitariseerd en werd het schip onderdeel van de oorlogsvloot. Na de uit dienst name van de Femern in augustus 1945 werd het schip teruggegeven aan de eigenaar.